# Drescher-Station
Koordinaten: 72° 50′ 0″ S, 19° 2′ 0″ W
Die Drescher-Station ist ein mobiles Eiscamp in der Antarktis, das vom Alfred-Wegener-Institut betrieben wurde. Sie ist nach dem Biologen Eberhard Drescher (1944–1983) benannt und wird nur bei Bedarf auf dem Riiser-Larsen-Schelfeis am Drescher-Inlet an der Ostküste des Weddellmeeres errichtet. 
Das Camp aus Wohncontainern und Glasfaser-Iglus dient den Biologen der Erforschung des Tauchverhaltens und der Ernährung der dort lebenden Weddellrobben und Kaiserpinguine. Seit 1986 wurden sechs Forschungskampagnen im Drescher-Inlet durchgeführt, zuletzt im Südsommer 2003/04. In den letzten Jahren hat sich die biologische Forschung im Bereich des Inlets zu einem lohnenden Arbeitsschwerpunkt entwickelt, weil hier die Projekte verschiedener wissenschaftlicher Disziplinen durch Kombination von Feldstation und Schiffseinsatz synchronisiert werden können. Dies ist ein weltweit einmaliger Ansatz, der auf einer engen Zusammenarbeit von Wissenschaftlern verschiedener Disziplinen basiert.